# .nato
.nato는 과거 인터넷 도메인 네임 시스템(DNS)에 존재했던 최상위 도메인(TLD)이다. 이 도메인은 1980년대 후반에 북대서양 조약 기구(NATO)가 사용하기 위한 차원에서 네트워크 정보 센터(InterNIC)에 의해 추가되었는데 당시에 존재했던 최상위 도메인이 국제 기구로서의 지위를 적절히 반영하지 못했다는 근거에 따른 것이었다. 그러나 이 도메인이 추가된 이후에 도메인 네임 시스템의 설계자인 폴 모카페트리스는 북대서양 조약 기구 대표들을 만난 자리에서 'nato.int'가 더 나은 선택이라고 제안했다. 최상위 도메인 .int는 국제 기구의 사용을 위하여 도입되었고 북대서양 조약 기구는 nato.int를 사용하기로 결정했다. 이에 따라 최상위 도메인 .nato는 1996년 7월에 삭제되었다.